# Distretto di Kryčaŭ
Il distretto di Kryčaŭ (in bielorusso Крычаўскі раён?) è un distretto (raën) della Bielorussia appartenente alla regione di Mahilëŭ.